# Di Leo (azienda)
Di Leo Pietro S.p.A. è un'azienda alimentare italiana produttrice di biscotti e tarallini.

## Storia dell'azienda
Nel 1860 Francesco Di Leo aprì il suo forno ad Altamura. Suo figlio Pietro fondò il panificio Di Leo negli anni Trenta a Matera.
Negli anni Sessanta si trasformò in azienda, la Di Leo Pietro s.n.c. fu gestita da Domenico e Vitantonio Di Leo.
Nel 1990 inizia la produzione industriale di prodotti senza olio di palma, divenendo la prima azienda in Italia a dichiarare in etichetta l'assenza di olio di palma. Nel 2015 realizza un fatturato di 14 milioni e l'anno successivo approda in borsa nel programma Elite, divenendo il quinto brand del Mezzogiorno e secondo in Puglia e Basilicata.